# Pustularia bistrinotata
Espèce
Synonymes
- Cypraea Bistrinotata Schilder & Schilder, 1937

Pustularia Bistrinotata est une espèce de mollusques gastéropodes marins de la famille des Cypraeidae.

## Répartition

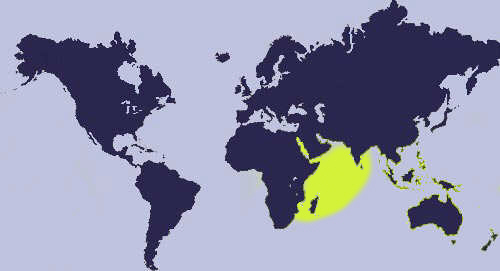
Répartition de P. bistrinotata.

- Localisation : Asie du Sud-Est.

## Description
- Taille : Petite espèce, dépassent rarement les 2 cm.